# Barbara Obrębska-Starkel
Barbara Ekspedyta Obrębska-Starkel (ur. 8 lipca 1937 w Międzyrzecu Podlaskim, zm. 29 lutego 2016) – polska geograf, profesor nauk o Ziemi.

## Życiorys
W 1959 r. ukończyła studia na Uniwersytecie Warszawskim, w 1991 r. uzyskała tytuł profesora nauk o Ziemi. Pracowała w Instytucie Geografii i Gospodarki Przestrzennej na Wydziale Biologii i Nauk o Ziemi Uniwersytetu Jagiellońskiego. 
Była członkiem Komitetu Nauk Geograficznych PAN i Komitetu Zagospodarowania Ziem Górskich PAN.

## Odznaczenia i wyróżnienia
- Nagroda rektora UJ[2]
- Nagroda Ministerstwa Edukacji Narodowej[2]
- 2005: Krzyż Kawalerski Orderu Odrodzenia Polski[3]
- 1991: Medal Komisji Edukacji Narodowej[2]
- 1980: Złoty Krzyż Zasługi[2]